# Relações entre Índia e Sri Lanka
As relações entre Índia e Sri Lanka são as relações diplomáticas estabelecidas entre a República da Índia e a República Democrática Socialista do Sri Lanka. Estas relações têm sido geralmente amigáveis, mas foram controversamente afetadas pela Guerra Civil do Sri Lanka e pelo fracasso da intervenção indiana durante a guerra. A Índia é o único vizinho do Sri Lanka, separada pelo Estreito de Palk. Ambas as nações ocupam uma posição estratégica no sul da Ásia e têm procurado construir um guarda-chuva de segurança comum no Oceano Índico. Historicamente e culturalmente, as duas nações foram consideravelmente próximas, com 70% dos cingaleses continuando a seguir o Budismo Teravada até os dias atuais.

## Comércio
A Índia é o maior parceiro comercial do Sri Lanka a nível mundial, enquanto que o Sri Lanka é o segundo maior parceiro comercial da Índia na SAARC. É a fonte número um de suprimentos responsável por 20% das importações totais do Sri Lanka e o 3° maior destino de exportação de produtos do Sri Lanka, absorvendo 6% das exportações totais. Entre os turistas, os visitantes indianos fazem o maior grupo único com uma quota de 27% do total de chegadas. No campo do investimento, a Índia está entre os cinco principais investidores estrangeiros no Sri Lanka.